# Aponogeton womersleyi
Aponogeton womersleyi är en enhjärtbladig växtart som beskrevs av H.Bruggen. Aponogeton womersleyi ingår i släktet Aponogeton och familjen Aponogetonaceae. Inga underarter finns listade.